# Юровская, Марина Абрамовна
Марина Абрамовна Юровская  (род. 1 марта 1940 год, Харьков, Украинская ССР - 21 мая 2021, Москва, Россия) — доктор химических наук, профессор МГУ им. М. В. Ломоносова.

## Биография
Марина Абрамовна Юровская родилась 1 марта 1940 года в Харькове.
 В 1957 году поступила на Химический факультет МГУ им. М.В. Ломоносова, в 1962 году закончила обучение и поступила в четырехлетнюю аспирантуру на стыке специальностей химия-биология, организованную по инициативе профессора Алексея Николаевича Коста на Химическом факультете МГУ им. М.В. Ломоносова. С тех пор Марина Абрамовна работает в университете. Она занимается исследовательской и преподавательской деятельностью. В 1968 году защитила кандидатскую, в 1990 году - докторскую. В 1997 году ей было присвоено звание профессора. Ушла из жизни 21 мая 2021 г.
Член редколлегии и региональный редактор журнала «Химия гетероциклических соединений».

## Научные исследования
Область научных интересов: химия азотистых гетероциклических соединений, биологически активные соединения, органическая химия производных фуллерена.
Первую научную работу Марины Абрамовна сделала на первом курсе: исследование корреляционной зависимости концентрации хлористого кальция от pH. Затем работала в лаборатории технических оснований, там занимались синтезом радиопротекторов. Защитила кандидатскую диссертацию по стереохимии гидразонов, циклических гидразинов и асимметрическому синтезу аминокислот. В дальнейшем работала над биологически активными производными индола и пиридина, разработкой новых методов синтеза и исследованием особенностей строения внутримолекулярных комплексов с переносом заряда, на основе этих исследований защитила докторскую диссертацию по теме: "Биологически активные производные индола и пиридина и разработка новых методов их синтеза".
Юровская разработала технологию производства, внедрила в производство и медицинскую практику оригинальный антигистаминный препарат «Димебон», который так же оказался эффективен при лечении болезни Альцгеймера. Его синтез позволил продолжить технологическую  линию.
Исследования показали, что он подходит для лечения нейродегенеративных заболеваний и его запатентовали за рубежом. Патент купила компания «Pfizer».
В течение многих лет, Марина Абрамовна занимается химией индолов.
Имеет несколько патентов.
Ею опубликован обзор «Новая жизнь химических реакций».

## Педагогическая деятельность
М. А. Юровская разработала и организовала 23 учебных курса. Первоначально читала факультативный спецкурс по химии гетероциклов для студентов 5—6-х курсов, сейчас он является обязательным, М. А. Юровская преподаёт этот курс на Химическом факультете МГУ и в Бакинском филиале МГУ. Более 20 лет она читала лекции по общей органической химии на факультете наук о материалах (МГУ). Она работает с дипломниками в лаборатории органической химии, подготовила 11 кандидатов наук. Член диссертационного совета Д 212.203.11 .

## Основные научные труды
М. А. Юровская опубликовала 99 статей, 6 книг, 4 учебника, сделала 52 доклада на конференциях. Имеет 13 патентов, 1 членство в редколлегии журнала, 1 членство в программном комитете, 1 членство в диссертационном совете. Разработала 23 учебных курса..
Количество цитирований статей в журналах по данным Web of Science: 757, Scopus: 854

### Книги и учебные пособия
- М. А. Юровская. Химия ароматических гетероциклических соединений. — М., БИНОМ. Лаборатория знаний, 2015. — 208 с. ISBN 978-5-9963-0537-7
- Б. Б. Семёнов, М. А. Юровская. Препаративная химия граминов. — М., Компания Спутник, 2005. — 183 с.
- М. А. Юровская, А. В. Куркин. Основы органической химии. — М., БИНОМ. Лаборатория знаний, 2004. — 236 с. ISBN 978-5-9963-0204-8
- Л. Н. Сидоров, М. А. Юровская, А. Я. Борщевский, И. В. Трушков, И. Н. Иоффе. Фуллерены. — М., Экзамен, 2004. — 687 с. ISBN 5-472-00294-X
- М. А. Юровская, М. В. Ливанцов, Л. И. Ливанцова, В. П. Дядченко. Сборник задач по органической химии — М., Издательство Московского университета, 1999. — 56 с.

### Статьи
- D. I. Bugaenko, A. A. Volkov, M. V. Livantsov, M. A. Yurovskaya, A. V. Karchava. Catalyst-free arylation of tertiary phosphines with diarylodonium salts enabled by visible light. Chemistry: A European Journal, 2019, v. 25, No. 54, p. 12502—12506.
- D. I. Bugaenko, A. V. Karchava, Z. A. Yunusova, M. A. Yurovskaya. Fluorescent probes on the basis of coumarin derivatives for determining biogenic thiols and thiophenols. Chemistry of Heterocyclic Compounds, 2019, v. 55, No. 6, с. 483—489.
- Д. И. Бугаенко, А. В. Карчава, М. А. Юровская. Синтез индолов: последние достижения. Успехи химии, 2019, т. 88, № 2, с. 99—159.
- Д. И. Бугаенко, А. В. Карчава, М. А. Юровская. Арины, диарилиодониевые соли и N-оксиды азинов в реакциях электрофильного N-арилирования без использования переходных металлов. Успехи химии, 2018, т. 87, № 3, с. 272—301.
- D. I. Bugaenko, M. A. Yurovskaya, A. V. Karchava. N-arylation of DABCO with diaryliodonium salts: general synthesis of N-Aryl-DABCO salts as precursors for 1,4-disubstituted piperazines. Organic Letters, v. 20, No. 20, 2018, p. 6389—6393.
- D. I. Bugaenko, A. A. Dubrovina, M. A. Yurovskaya, A. V. Karchava. Synthesis of indoles via electron-catalyzed intramolecular C–N bond formation. Organic Letters, v. 20, No. 23, 2018, p. 7358—7362.